# 春春春
「春春春」（はるはるはる）は、2009年3月11日にEpic Records Japanから発売されたPENGINの2枚目のシングル。

## 解説
前作「オレポーズ 〜俺なりのラブソング〜」から4ヶ月でのシングル。春巡りツアーシート封入。

## 収録曲
全作詞：PENGIN
1. 春春春（4：59）
作曲・編曲：PENGIN・小高光太郎
日本テレビ系列『音楽戦士 MUSIC FIGHTER』2009年2月度POWER PLAY
テレビ神奈川『音楽缶』2009年3月度オープニングテーマ
毎日放送2009年3月度「おいしいうた」（『ちちんぷいぷい』等で放送）
2. TAKE OFF（3：28）
作曲：PENGIN　編曲：PENGIN・Koma2 Kaz
3. オレポーズ 〜俺なりのラブソング〜（acoustic version）（4：46）
作曲・編曲：PENGIN・小高光太郎